# بافل تاراسوف
بافل تاراسوف (19 يناير 1985 - ) هو لاعب كرة قدم روسي في مركز حراسة المرمى. لعب مع نادي روتور فولغوغراد وFC Lada-Tolyatti ‏ وتكستيلشيك كاميشين ‏ وFC Nosta Novotroitsk ‏.

## وصلات خارجية
- بيفل تاراسوف على موقع قاعدة بيانات كرة القدم.إي يو (الإنجليزية)
- بيفل تاراسوف على موقع Soccerway.com (الإنجليزية)